# Свети Архангел Михаил (Старавина)
„Свети Архангел Михаил“, известна и като Горната църква (на македонска литературна норма: „Свети Архангел Михаил“, Горна црква), е православна църква-костница в прилепското село Старавина, южната част на Северна Македония. Част е от Преспанско-Пелагонийската епархия на Македонската православна църква.

## Местоположение
Църквата е разположена в южната част на селото, на входа му, отдясно на пътя.

## История
Строена е за костите на убитите сръбски войници на Солунския фронт по време на Първата световна война. Църквата се строи в периода преди 1939 година, но така и не е довършена.